# سومرز، ویکتوریا
سومرز (به انگلیسی: Somers) یک شهرک در استرالیا است که در ویکتوریا (استرالیا) واقع شده‌است.